# HDAC2
HDAC2 (англ. Histone deacetylase 2) – білок, який кодується однойменним геном, розташованим у людей на короткому плечі 6-ї хромосоми. Довжина поліпептидного ланцюга білка становить 488 амінокислот, а молекулярна маса — 55 364.
| 10         |  | 20         |  | 30         |  | 40         |  | 50         |
| ---------- |  | ---------- |  | ---------- |  | ---------- |  | ---------- |
| MAYSQGGGKK |  | KVCYYYDGDI |  | GNYYYGQGHP |  | MKPHRIRMTH |  | NLLLNYGLYR |
| KMEIYRPHKA |  | TAEEMTKYHS |  | DEYIKFLRSI |  | RPDNMSEYSK |  | QMQRFNVGED |
| CPVFDGLFEF |  | CQLSTGGSVA |  | GAVKLNRQQT |  | DMAVNWAGGL |  | HHAKKSEASG |
| FCYVNDIVLA |  | ILELLKYHQR |  | VLYIDIDIHH |  | GDGVEEAFYT |  | TDRVMTVSFH |
| KYGEYFPGTG |  | DLRDIGAGKG |  | KYYAVNFPMR |  | DGIDDESYGQ |  | IFKPIISKVM |
| EMYQPSAVVL |  | QCGADSLSGD |  | RLGCFNLTVK |  | GHAKCVEVVK |  | TFNLPLLMLG |
| GGGYTIRNVA |  | RCWTYETAVA |  | LDCEIPNELP |  | YNDYFEYFGP |  | DFKLHISPSN |
| MTNQNTPEYM |  | EKIKQRLFEN |  | LRMLPHAPGV |  | QMQAIPEDAV |  | HEDSGDEDGE |
| DPDKRISIRA |  | SDKRIACDEE |  | FSDSEDEGEG |  | GRRNVADHKK |  | GAKKARIEED |
| KKETEDKKTD |  | VKEEDKSKDN |  | SGEKTDTKGT |  | KSEQLSNP   |  |            |

A: Аланін

C: Цистеїн

D: Аспарагінова кислота

E: Глутамінова кислота

F: Фенілаланін

G: Гліцин

H: Гістидин

I: Ізолейцин

K: Лізин

L: Лейцин

M: Метіонін

N: Аспарагін

P: Пролін

Q: Глутамін

R: Аргінін

S: Серин

T: Треонін

V: Валін

W: Триптофан

Кодований геном білок за функціями належить до репресорів, гідролаз, регуляторів хроматину, фосфопротеїнів. 
Задіяний у таких біологічних процесах, як транскрипція, регуляція транскрипції, біологічні ритми, ацетилювання, альтернативний сплайсинг. 
Локалізований у цитоплазмі, ядрі.